# Championnat d'Europe féminin de basket-ball 2009
Pour les articles homonymes, voir Euro 2009.
Navigation
Euro 2007 (Italie) Euro 2011 (Pologne)
Le championnat d’Europe féminin de basket-ball 2009 (officiellement FIBA EuroBasket Women 2009) est la 32e édition du championnat d'Europe féminin de basket-ball et se déroule en Lettonie du 7 au 20 juin 2009.

## Équipes participantes et groupes
La Lettonie est qualifiée pour la compétition en tant que nation hôte.
Quatre nations sont qualifiées d'office en raison de leur appartenance au Top 5 du Championnat d'Europe de basket-ball féminin 2007: la Russie, l'Espagne, la Biélorussie et la République tchèque.
Les autres équipes sont issues d'une phase de qualification qui s'est déroulée en 2007. 
Israël et Lituanie du groupe A.
Turquie et Pologne du groupe B.
France et Slovaquie du groupe C.
Grèce et Serbie du groupe D.
La Hongrie est également qualifiée en tant que meilleure troisième de cette phase de qualification.
Les deux dernières équipes, Ukraine et Italie ont été déterminées par une nouvelle phase de qualification.

## Salles
| Groupes                        | Ville    | Salle                  | Capacité | Localisation                |
| ------------------------------ | -------- | ---------------------- | -------- | --------------------------- |
| A - B                          | Liepāja  | Liepāja Olympic Center | 3 000    | \| Liepāja Riga Valmiera \| |
| Tour qualificatif - Tour final | Riga     | Riga Arena             | 11 200   | \| Liepāja Riga Valmiera \| |
| C - D                          | Valmiera | Vidzeme Olympic Center | 1 200    | \| Liepāja Riga Valmiera \| |
| Liepāja Riga Valmiera          |          |                        |          |                             |

## Compétitions

### Tour préliminaire
- Les trois premiers de chaque groupe sont qualifiés pour les poules de huitièmes de finale. Les équipes à égalité de points se départagent selon leurs matchs particuliers.

| Groupe A (Liepāja) |                    |     |   |   |     |     |      |
|                    | Équipe             | Pts | G | P | PP  | PC  | Diff |
| 1                  | Espagne            | 6   | 3 | 0 | 222 | 172 | 50   |
| 2                  | Slovaquie          | 5   | 2 | 1 | 196 | 184 | 12   |
| 3                  | République tchèque | 4   | 1 | 2 | 196 | 208 | −12  |
| 4                  | Ukraine            | 3   | 0 | 3 | 191 | 241 | −50  |

| Dim 7 juin 12:30 | Ukraine            | 55 | 77 | Slovaquie          |
| Dim 7 juin 17:00 | République tchèque | 59 | 66 | Espagne            |
| Lun 8 juin 12:30 | Slovaquie          | 65 | 58 | République tchèque |
| Lun 8 juin 14:45 | Espagne            | 85 | 59 | Ukraine            |
| Mar 9 juin 12:30 | Ukraine            | 77 | 79 | République tchèque |
| Mar 9 juin 14:45 | Espagne            | 71 | 54 | Slovaquie          |

| Groupe B (Liepāja) |          |     |   |   |     |     |      |
|                    | Équipe   | Pts | G | P | PP  | PC  | Diff |
| 1                  | Lettonie | 6   | 3 | 0 | 232 | 179 | 53   |
| 2                  | Pologne  | 5   | 2 | 1 | 174 | 199 | −25  |
| 3                  | Grèce    | 4   | 1 | 2 | 187 | 175 | 12   |
| 4                  | Hongrie  | 3   | 0 | 3 | 155 | 195 | −40  |

| Dim 7 juin 14:45 | Grèce    | 59   | 43 | Hongrie  |
| Dim 7 juin 19:30 | Lettonie | 86   | 52 | Pologne  |
| Lun 8 juin 17:00 | Pologne  | 62   | 60 | Grèce    |
| Lun 8 juin 19:15 | Hongrie  | 59   | 76 | Lettonie |
| Mar 9 juin 17:00 | Pologne  | 60   | 53 | Hongrie  |
| Mar 9 juin 19:15 | Grèce    | 68ap | 70 | Lettonie |

| Groupe C (Valmiera) |          |     |   |   |     |     |      |
|                     | Équipe   | Pts | G | P | PP  | PC  | Diff |
| 1                   | Russie   | 3   | 3 | 0 | 206 | 150 | 56   |
| 2                   | Turquie  | 3   | 2 | 1 | 195 | 195 | 0    |
| 3                   | Lituanie | 3   | 1 | 2 | 189 | 178 | 9    |
| 4                   | Serbie   | 3   | 0 | 3 | 141 | 208 | −67  |

| Dim 7 juin 12:30 | Lituanie | 71 | 49 | Serbie   |
| Dim 7 juin 17:20 | Russie   | 74 | 61 | Turquie  |
| Lun 8 juin 12:30 | Turquie  | 69 | 66 | Lituanie |
| Lun 8 juin 17:00 | Serbie   | 37 | 72 | Russie   |
| Mar 9 juin 12:30 | Turquie  | 65 | 55 | Serbie   |
| Mar 9 juin 19:15 | Lituanie | 52 | 60 | Russie   |

| Groupe D (Valmiera) |             |     |   |   |     |     |      |
|                     | Équipe      | Pts | G | P | PP  | PC  | Diff |
| 1                   | France      | 6   | 3 | 0 | 212 | 192 | 20   |
| 2                   | Italie      | 5   | 2 | 1 | 203 | 198 | 5    |
| 3                   | Biélorussie | 4   | 1 | 2 | 200 | 206 | −6   |
| 4                   | Israël      | 3   | 0 | 3 | 210 | 229 | −19  |

| Dim 7 juin 14:45 | Biélorussie | 81 | 76   | Israël      |
| Dim 7 juin 19:30 | Italie      | 61 | 76   | France      |
| Lun 8 juin 14:45 | Israël      | 64 | 75   | Italie      |
| Lun 8 juin 19:15 | France      | 63 | 61ap | Biélorussie |
| Mar 9 juin 14:45 | Biélorussie | 58 | 67   | Italie      |
| Mar 9 juin 17:00 | France      | 73 | 70   | Israël      |

Légende : 
Pts : nombre de points (la victoire vaut 2 points, la défaite 1)
G : nombre de matches gagnés, P : nombre de matches perdus
PP : nombre de points marqués, PC : nombre de points encaissés, Diff. : différence de points
ap : après prolongations
 en vert et gras les équipes qualifiées pour les 1/8e de finale.

### Tour qualificatif (huitièmes de finale)
- Les équipes conservent les résultats des matches joués lors de leur groupe préliminaire contre les équipes également qualifiées.

| Groupe E (Rīga) |                          |     |   |   |     |     |      |
|                 | Équipe                   | Pts | G | P | PP  | PC  | Diff |
| 1               | Espagne                  | 10  | 5 | 0 | 338 | 276 | 62   |
| 2               | Slovaquie (+9)           | 8   | 3 | 2 | 319 | 313 | 6    |
| 3               | Lettonie (−9)            | 8   | 3 | 2 | 350 | 312 | 38   |
| 4               | Grèce                    | 7   | 2 | 3 | 297 | 301 | −4   |
| 5               | République tchèque (+14) | 6   | 1 | 4 | 291 | 326 | −35  |
| 6               | Pologne (−14)            | 6   | 1 | 4 | 293 | 360 | -67  |

| Jeu 11 juin 14:15 | Pologne            | 56 | 65 | Slovaquie          |
| Jeu 11 juin 16:45 | Grèce              | 48 | 67 | Espagne            |
| Jeu 11 juin 19:30 | République tchèque | 47 | 65 | Lettonie           |
| Sam 13 juin 14:15 | Grèce              | 62 | 45 | République tchèque |
| Sam 13 juin 16:45 | Espagne            | 67 | 55 | Pologne            |
| Sam 13 juin 19:15 | Slovaquie          | 78 | 69 | Lettonie           |
| Lun 15 juin 14:15 | Slovaquie          | 57 | 59 | Grèce              |
| Lun 15 juin 16:45 | Pologne            | 68 | 82 | République tchèque |
| Lun 15 juin 19:15 | Lettonie           | 60 | 67 | Espagne            |

| Groupe F (Rīga) |                  |     |   |   |     |     |      |
|                 | Équipe           | Pts | G | P | PP  | PC  | Diff |
| 1               | France           | 10  | 5 | 0 | 323 | 286 | 37   |
| 2               | Russie           | 9   | 4 | 1 | 333 | 295 | 38   |
| 3               | Biélorussie (+7) | 7   | 2 | 3 | 317 | 321 | −4   |
| 4               | Italie (+4)      | 7   | 2 | 3 | 318 | 323 | −5   |
| 5               | Turquie (−11)    | 7   | 2 | 3 | 307 | 340 | −33  |
| 6               | Lituanie         | 5   | 0 | 5 | 286 | 319 | −33  |

| Ven 12 juin 14:15 | Italie      | 59 | 64 | Turquie     |
| Ven 12 juin 18:45 | Biélorussie | 51 | 66 | Russie      |
| Ven 12 juin 19:15 | Lituanie    | 55 | 57 | France      |
| Dim 14 juin 15:15 | Biélorussie | 61 | 55 | Lituanie    |
| Dim 14 juin 16:45 | Russie      | 67 | 59 | Italie      |
| Dim 14 juin 19:15 | Turquie     | 43 | 55 | France      |
| Mar 16 juin 14:15 | Italie      | 72 | 58 | Lituanie    |
| Mar 16 juin 16:45 | Turquie     | 70 | 86 | Biélorussie |
| Mar 16 juin 19:15 | France      | 72 | 66 | Russie      |

### Tableau 1-8
|  | Quarts de finale             | Quarts de finale             | Quarts de finale             | Quarts de finale             |             |             | Demi-finales                 | Demi-finales                 | Demi-finales                  | Demi-finales                  |                               |                               | Finale                     | Finale                     | Finale                     | Finale                     |
|  |                              |                              |                              |                              |             |             |                              |                              |                               |                               |                               |                               |                            |                            |                            |                            |
|  | mercredi 17 juin 20h15, Riga | mercredi 17 juin 20h15, Riga | mercredi 17 juin 20h15, Riga | mercredi 17 juin 20h15, Riga |             |             | vendredi 19 juin 20:15, Riga | vendredi 19 juin 20:15, Riga | vendredi 19 juin 20:15, Riga  | vendredi 19 juin 20:15, Riga  |                               |                               | samedi 20 juin 20:15, Riga | samedi 20 juin 20:15, Riga | samedi 20 juin 20:15, Riga | samedi 20 juin 20:15, Riga |
|  | mercredi 17 juin 20h15, Riga | mercredi 17 juin 20h15, Riga | mercredi 17 juin 20h15, Riga | mercredi 17 juin 20h15, Riga |             |             | vendredi 19 juin 20:15, Riga | vendredi 19 juin 20:15, Riga | vendredi 19 juin 20:15, Riga  | vendredi 19 juin 20:15, Riga  |                               |                               | samedi 20 juin 20:15, Riga | samedi 20 juin 20:15, Riga | samedi 20 juin 20:15, Riga | samedi 20 juin 20:15, Riga |
|  | E1                           | Espagne                      | 61                           | 61                           |             |             | vendredi 19 juin 20:15, Riga | vendredi 19 juin 20:15, Riga | vendredi 19 juin 20:15, Riga  | vendredi 19 juin 20:15, Riga  |                               |                               | samedi 20 juin 20:15, Riga | samedi 20 juin 20:15, Riga | samedi 20 juin 20:15, Riga | samedi 20 juin 20:15, Riga |
|  | E1                           | Espagne                      | 61                           | 61                           |             |             | vendredi 19 juin 20:15, Riga | vendredi 19 juin 20:15, Riga | vendredi 19 juin 20:15, Riga  | vendredi 19 juin 20:15, Riga  |                               |                               | samedi 20 juin 20:15, Riga | samedi 20 juin 20:15, Riga | samedi 20 juin 20:15, Riga | samedi 20 juin 20:15, Riga |
|  | F4                           | Italie                       | 42                           | 42                           |             |             | vendredi 19 juin 20:15, Riga | vendredi 19 juin 20:15, Riga | vendredi 19 juin 20:15, Riga  | vendredi 19 juin 20:15, Riga  |                               |                               | samedi 20 juin 20:15, Riga | samedi 20 juin 20:15, Riga | samedi 20 juin 20:15, Riga | samedi 20 juin 20:15, Riga |
|  | F4                           | Italie                       | 42                           | 42                           | Espagne     | Espagne     | 61                           | 61                           |                               |                               |                               |                               | samedi 20 juin 20:15, Riga | samedi 20 juin 20:15, Riga | samedi 20 juin 20:15, Riga | samedi 20 juin 20:15, Riga |
|  | jeudi 18 juin 20h15, Riga    |                              |                              |                              | Espagne     | Espagne     | 61                           | 61                           |                               |                               |                               |                               | samedi 20 juin 20:15, Riga | samedi 20 juin 20:15, Riga | samedi 20 juin 20:15, Riga | samedi 20 juin 20:15, Riga |
|  |                              |                              | Russie                       | Russie                       | 77          | 77          |                              |                              |                               |                               |                               |                               | samedi 20 juin 20:15, Riga | samedi 20 juin 20:15, Riga | samedi 20 juin 20:15, Riga | samedi 20 juin 20:15, Riga |
|  | E3                           | Lettonie                     | Russie                       | Russie                       | 77          | 77          | 64 ap                        | 64 ap                        |                               |                               |                               |                               | samedi 20 juin 20:15, Riga | samedi 20 juin 20:15, Riga | samedi 20 juin 20:15, Riga | samedi 20 juin 20:15, Riga |
|  | E3                           | Lettonie                     | vendredi 19 juin 18:00, Riga |                              |             |             | 64 ap                        | 64 ap                        |                               |                               |                               |                               | samedi 20 juin 20:15, Riga | samedi 20 juin 20:15, Riga | samedi 20 juin 20:15, Riga | samedi 20 juin 20:15, Riga |
|  | F2                           | Russie                       | 69                           | 69                           |             |             |                              |                              |                               |                               |                               |                               | samedi 20 juin 20:15, Riga | samedi 20 juin 20:15, Riga | samedi 20 juin 20:15, Riga | samedi 20 juin 20:15, Riga |
|  | F2                           | Russie                       | 69                           | 69                           | Russie      | Russie      | 53                           | 53                           |                               |                               |                               |                               |                            |                            |                            |                            |
|  | mercredi 17 juin 17h45, Riga |                              |                              |                              | Russie      | Russie      | 53                           | 53                           |                               |                               |                               |                               |                            |                            |                            |                            |
|  |                              |                              | France                       | France                       | 57          | 57          |                              |                              |                               |                               |                               |                               |                            |                            |                            |                            |
|  | E2                           | Slovaquie                    | France                       | France                       | 57          | 57          | 68 ap                        | 68 ap                        |                               |                               |                               |                               |                            |                            |                            |                            |
|  | E2                           | Slovaquie                    |                              |                              |             |             |                              |                              |                               |                               |                               |                               |                            |                            |                            |                            |
|  | F3                           | Biélorussie                  | 70                           | 70                           |             |             |                              |                              |                               |                               |                               |                               |                            |                            |                            |                            |
|  | F3                           | Biélorussie                  | 70                           | 70                           | Biélorussie | Biélorussie | 56                           | 56                           | Match pour la troisième place | Match pour la troisième place | Match pour la troisième place | Match pour la troisième place |                            |                            |                            |                            |
|  | jeudi 18 juin 17h45, Riga    |                              |                              |                              | Biélorussie | Biélorussie | 56                           | 56                           | Match pour la troisième place | Match pour la troisième place | Match pour la troisième place | Match pour la troisième place |                            |                            |                            |                            |
|  |                              |                              | France                       | France                       | 64          | 64          |                              |                              | samedi 20 juin 18:00, Riga    | samedi 20 juin 18:00, Riga    | samedi 20 juin 18:00, Riga    | samedi 20 juin 18:00, Riga    |                            |                            |                            |                            |
|  | E4                           | Grèce                        | France                       | France                       | 64          | 64          | 49                           | 49                           | samedi 20 juin 18:00, Riga    | samedi 20 juin 18:00, Riga    | samedi 20 juin 18:00, Riga    | samedi 20 juin 18:00, Riga    |                            |                            |                            |                            |
|  | E4                           | Grèce                        |                              |                              |             |             |                              | 49                           |                               |                               | Espagne                       | Espagne                       | 63                         | 63                         |                            |                            |
|  | F1                           | France                       | 51                           | 51                           |             |             |                              |                              |                               |                               | Espagne                       | Espagne                       | 63                         | 63                         |                            |                            |
|  | F1                           | France                       | 51                           | 51                           | Biélorussie | Biélorussie | 56                           | 56                           |                               |                               |                               |                               |                            |                            |                            |                            |
|  |                              |                              |                              |                              |             |             |                              |                              |                               |                               |                               |                               |                            |                            |                            |                            |

### Classement 5 à 8
|  | Tour de classement       | Tour de classement       |          |    | 5e place                 | 5e place                 |
|  | Tour de classement       | Tour de classement       |          |    | 5e place                 | 5e place                 |
|  |                          |                          |          |    |                          |                          |
|  | Ven 19 juin 15:45 - Rīga | Ven 19 juin 15:45 - Rīga |          |    | Sam 20 juin 15:45 - Rīga | Sam 20 juin 15:45 - Rīga |
|  | Ven 19 juin 15:45 - Rīga | Ven 19 juin 15:45 - Rīga |          |    | Sam 20 juin 15:45 - Rīga | Sam 20 juin 15:45 - Rīga |
|  | Italie                   | 68                       |          |    | Sam 20 juin 15:45 - Rīga | Sam 20 juin 15:45 - Rīga |
|  | Italie                   | 68                       |          |    | Sam 20 juin 15:45 - Rīga | Sam 20 juin 15:45 - Rīga |
|  | Lettonie                 | 66 ap                    |          |    | Sam 20 juin 15:45 - Rīga | Sam 20 juin 15:45 - Rīga |
|  | Lettonie                 | 66 ap                    | Italie   | 56 |                          |                          |
|  | Ven 19 juin 13:30 - Rīga |                          | Italie   | 56 |                          |                          |
|  |                          | Grèce                    | 60       |    |                          |                          |
|  | Slovaquie                | Grèce                    | 60       | 59 |                          |                          |
|  | Slovaquie                |                          |          | 59 |                          |                          |
|  | Grèce                    | 64                       |          |    |                          |                          |
|  | Grèce                    | 64                       | 7e place |    |                          |                          |
|  |                          |                          |          |    |                          |                          |
|  | Sam 20 juin 13:30 - Rīga |                          |          |    |                          |                          |
|  |                          |                          |          |    |                          |                          |
|  | Lettonie                 | 67                       |          |    |                          |                          |
|  | Lettonie                 | 67                       |          |    |                          |                          |
|  | Slovaquie                | 59                       |          |    |                          |                          |
|  | Slovaquie                | 59                       |          |    |                          |                          |

## Classement final
| Rang               | Équipe             | V-D |
| ------------------ | ------------------ | --- |
| Médaille d'or      | France             | 9-0 |
| Médaille d'argent  | Russie             | 7-2 |
| Médaille de bronze | Espagne            | 8-1 |
| 4                  | Biélorussie        | 4-5 |
| 5                  | Grèce              | 4-5 |
| 6                  | Italie             | 4-5 |
| 7                  | Lettonie           | 5-4 |
| 8                  | Slovaquie          | 4-5 |
| 9                  | Turquie            | 3-3 |
| 10                 | République tchèque | 2-4 |
| 10                 | Pologne            | 2-4 |
| 12                 | Lituanie           | 1-5 |
| 13                 | Israël             | 0-3 |
| 13                 | Hongrie            | 0-3 |
| 13                 | Ukraine            | 0-3 |
| 13                 | Serbie             | 0-3 |

    : Qualifiés pour le championnat du monde 2010.

## Statistiques et récompenses

### Meilleure joueuse du tournoi
Evanthía Máltsi (22,6 points, 4,2 rebonds, 1,3 passe)

### 5 majeur du tournoi
- meneuse :  Céline Dumerc[2]
- arrière :  Anete Jēkabsone-Žogota
- ailière :  Evanthía Máltsi
- ailière :  Svetlana Abrosimova
- intérieure :  Sandrine Gruda

### Meilleure marqueuse
|   | Joueuse                | Club     | Rencontres | Points | Moyenne |
| - | ---------------------- | -------- | ---------- | ------ | ------- |
| 1 | Evanthía Máltsi        | Grèce    | 9          | 203    | 22,6    |
| 2 | Anete Jēkabsone-Žogota | Lettonie | 9          | 183    | 20,3    |
| 3 | Anna Montañana         | Espagne  | 9          | 146    | 16,2    |
| 4 | Laura Macchi           | Italie   | 9          | 144    | 16,0    |
| 5 | Sandrine Gruda         | France   | 9          | 139    | 15,4    |

### Meilleure rebondeuse
|   | Joueur                | Club        | Rencontres | Offensifs | Défensifs | Total | Moyenne |
| - | --------------------- | ----------- | ---------- | --------- | --------- | ----- | ------- |
| 1 | Alena Lewtchanka      | Biélorussie | 9          | 64        | 19        | 83    | 9,2     |
| 2 | Pelagía Papamichaíl   | Grèce       | 9          | 55        | 18        | 73    | 8,1     |
| 3 | Maria Stepanova       | Russie      | 9          | 55        | 16        | 71    | 7,9     |
| 4 | Sandrine Gruda        | France      | 9          | 46        | 23        | 69    | 7,7     |
| 5 | Magdalena Leciejewska | Pologne     | 6          | 24        | 21        | 45    | 7,5     |

### Meilleure passeuse
|   | Joueur                 | Club        | Rencontres | Passes | Passes / Pertes de balles | Moyenne |
| - | ---------------------- | ----------- | ---------- | ------ | ------------------------- | ------- |
| 1 | Birsel Vardarlı        | Turquie     | 6          | 28     | 2,2                       | 4,7     |
| 2 | Dímitra Kaléntzou      | Grèce       | 9          | 37     | 1,3                       | 4,1     |
| 3 | Anete Jēkabsone-Žogota | Lettonie    | 9          | 35     | 1,1                       | 3,9     |
| 4 | Natallia Martchanka    | Biélorussie | 9          | 35     | 0,9                       | 3,9     |
| 5 | Céline Dumerc          | France      | 9          | 30     | 1,5                       | 3,3     |

## Aspect socio-économiques

### Couverture télévisuelle
| Pays                             | Télévision                   |
| -------------------------------- | ---------------------------- |
| Europe                           |                              |
| Albanie                          | Top Channel                  |
| Andorre                          | TVE & Canal+ / Sport+        |
| Arménie                          | NTV Plus                     |
| Biélorussie                      | NTV Plus & BYBTRC            |
| Bosnie-Herzégovine               | BHRT                         |
| Bulgarie                         | BNT                          |
| Croatie                          | Broadcast partner name TBC   |
| République tchèque               | CT & Sport 1 TV              |
| Danemark                         | ViaSat Sport                 |
| Finlande                         | ViaSat Sport                 |
| France                           | Canal+ / Sport+              |
| FYROM                            | Sitel                        |
| Géorgie                          | NTV Plus                     |
| Hongrie                          | Sport 1 TV                   |
| Italie                           | RAI                          |
| Israël                           | The Sport Channel            |
| Lettonie                         | ViaSat Sport                 |
| Lituanie                         | ViaSat Sport                 |
| Moldavie                         | NTV Plus                     |
| Monaco                           | Canal+ / Sport+              |
| Monténégro                       | RTCG                         |
| Norvège                          | ViaSat Sport                 |
| Pologne                          | TVP and TVP Sport            |
| Roumanie                         | Sport 1 TV                   |
| Russie                           | NTV Plus                     |
| Serbie                           | RTS                          |
| Slovaquie                        | STV                          |
| Slovénie                         | RTVSLO & ASPN                |
| Espagne                          | TVE                          |
| Suède                            | ViaSat Sport                 |
| Suisse                           | Canal+ / Sport+              |
| Turquie                          | NTV                          |
| Ukraine                          | NTV Plus & Megasport Channel |
| Asie                             |                              |
| Azerbaïdjan                      | NTV Plus                     |
| Chinese Taipei                   | Videoland                    |
| Japon                            | JSports                      |
| Kazakhstan                       | NTV Plus                     |
| Kirghizistan                     | NTV Plus                     |
| Tadjikistan                      | NTV Plus                     |
| Turkménistan                     | NTV Plus                     |
| Ouzbékistan                      | NTV Plus                     |
| Afrique                          |                              |
| Angola                           | Sport+                       |
| Bénin                            | Sport+                       |
| Burkina Faso                     | Sport+                       |
| Burundi                          | Sport+                       |
| Cameroun                         | Sport+                       |
| Cap-Vert                         | Sport+                       |
| Tchad                            | Sport+                       |
| Côte d'Ivoire                    | Sport+                       |
| Djibouti                         | Sport+                       |
| Gabon                            | Sport+                       |
| Gambie                           | Sport+                       |
| Ghana                            | Sport+                       |
| Guinée                           | Sport+                       |
| Guinée-Bissau                    | Sport+                       |
| Guinée équatoriale               | Sport+                       |
| Liberia                          | Sport+                       |
| Madagascar                       | Sport+                       |
| Mali                             | Sport+                       |
| Mauritanie                       | Sport+                       |
| Maurice                          | Sport+                       |
| Niger                            | Sport+                       |
| République centrafricaine        | Sport+                       |
| République démocratique du Congo | Sport+                       |
| Rwanda                           | Sport+                       |
| Sao Tomé-et-Principe             | Sport+                       |
| Sénégal                          | Sport+                       |
| Sierra Leone                     | Sport+                       |
| Togo                             | Sport+                       |

Données issues du site officiel du tournoi.
En France, après la qualification de l'équipe de France pour la finale, le groupe France Télévision décide de retransmettre celle-ci. Elle a été retransmise sur France 2 puis la suite de la rencontre sur France 3.